# لورانس فرازير أبوت
لورانس فرازير أبوت (بالإنجليزية: Lawrence Fraser Abbott)‏ هو مؤرخ أمريكي، ولد في 1859، وتوفي في 1933.